# كيم كونلي
كيم كونلي (بالإنجليزية: Kim Conley)‏ هي منافسة ألعاب القوى أمريكية، ولدت في 14 مارس 1986.

## وصلات خارجية
- كيم كونلي على موقع الاتحاد الدولي لألعاب القوى (الإنجليزية)
- كيم كونلي على موقع الدوري الماسي (الإنجليزية)
- كيم كونلي على موقع أوليمبيديا (الإنجليزية)
- كيم كونلي على موقع اللجنة الأولمبية والبارالمبية الأمريكية (الإنجليزية)